# 트윈걸스
트윈걸스는 1989년생 쌍둥이 자매로 구성된 대한민국의 2인조 트로트 그룹이다. 2020년 싱글 앨범 [한눈팔지마]로 데뷔했다.
공식카페: https://cafe.daum.net/twingirls2

## 방송
- K트롯 서바이벌 골든마이크 (2019) - Top22
- 내일은 미스트롯 2 (2020) - Top25(17위)

## 음반
- 트윈걸스 1st Single (한눈팔지마) (2020)
- 내일은 미스트롯2 예선전 베스트 PART3 (2021)
- 트윈걸스와 뚬뚬차 (2021)
- 내일은 미스트롯2 스페셜 반주 MR1 (2021)
- 부산 아가씨 (2021)

## 공연
- 여수! 트로트에 홀딱 빠지다 (2021)

## 경력
- 부산광역시 동래구 홍보대사 (2019)
- 2022.12. ~ 풋살팀 《FC트롯퀸즈》멤버